# Лхожаг
28°23′21″ пн. ш. 90°51′18″ сх. д. / 28.38917° пн. ш. 90.85488° сх. д.
Лхожаг (кит. 洛扎县, пін. Luòzhā Xiàn, трансліт. Lhozhag) — один із повітів КНР у складі префектури Шаньнань, Тибетський автономний район. Адміністративний центр — містечко Лхожаг.

## Географія
Лхожаг розташовується у Центральних Гімалаях; у середньому лежить на висоті близько 3820 метрів над рівнем моря, перепад висот у діапазоні від 2740 до 7538 (пік Кула-Кангрі) метрів над рівнем моря.

### Клімат
Повіт лежить у зоні висотної поясності: одні його частини характеризуються вологим субтропічним кліматом, тоді як інші — кліматом арктичних пустель. Найтепліший місяць — липень із середньою температурою 15 °C. Найхолодніший місяць — січень, із середньою температурою -3.5 °С.
| Клімат повіту Лхожаг                               | Клімат повіту Лхожаг | Клімат повіту Лхожаг | Клімат повіту Лхожаг | Клімат повіту Лхожаг | Клімат повіту Лхожаг | Клімат повіту Лхожаг | Клімат повіту Лхожаг | Клімат повіту Лхожаг | Клімат повіту Лхожаг | Клімат повіту Лхожаг | Клімат повіту Лхожаг | Клімат повіту Лхожаг | Клімат повіту Лхожаг |
| Показник                                           | Січ.                 | Лют.                 | Бер.                 | Квіт.                | Трав.                | Черв.                | Лип.                 | Серп.                | Вер.                 | Жовт.                | Лист.                | Груд.                | Рік                  |
| Середній максимум, °C                              | 5,1                  | 6,7                  | 9,6                  | 13,2                 | 17,1                 | 20,7                 | 22,3                 | 22                   | 20                   | 14,5                 | 9,9                  | 6,7                  | 14                   |
| Середня температура, °C                            | −3,5                 | −1                   | 2,3                  | 5,6                  | 9,8                  | 13,6                 | 15                   | 14,3                 | 12,2                 | 6,8                  | 1,2                  | −2,6                 | 6,1                  |
| Середній мінімум, °C                               | −10,9                | −8                   | −4,1                 | −0,5                 | 3,6                  | 7,9                  | 9,5                  | 8,8                  | 6,4                  | 0,8                  | −5,8                 | −10,1                | −0,2                 |
| Норма опадів, мм                                   | 2.4                  | 7.2                  | 14.1                 | 27.7                 | 43.6                 | 61.1                 | 80.4                 | 76.8                 | 59.5                 | 34.7                 | 6.9                  | 1.7                  | 416.1                |
| Вологість повітря, %                               | 42                   | 43                   | 45                   | 52                   | 52                   | 57                   | 61                   | 62                   | 60                   | 56                   | 49                   | 43                   | 52                   |
| -------------------------------------------------- | -------------------- | -------------------- | -------------------- | -------------------- | -------------------- | -------------------- | -------------------- | -------------------- | -------------------- | -------------------- | -------------------- | -------------------- | -------------------- |
| Джерело: Дані метеостанції №56223 (КНР, 1991-2020) |                      |                      |                      |                      |                      |                      |                      |                      |                      |                      |                      |                      |                      |